# العلاقات الغينية الميانمارية
العلاقات الغينية الميانمارية هي العلاقات الثنائية التي تجمع بين غينيا وميانمار.

## مقارنة بين البلدين
هذه مقارنة عامة ومرجعية للدولتين:
| وجه المقارنة                                              | غينيا       | ميانمار          |
| --------------------------------------------------------- | ----------- | ---------------- |
| المساحة (كم2)                                             | 245.86 ألف  | 676.58 ألف       |
| عدد السكان (نسمة)                                         | 12.72 مليون | 53.37 مليون      |
| الكثافة السكانية (ن./كم²)                                 | 51.74       | 78.88            |
| العاصمة                                                   | كوناكري     | نايبيداو، يانغون |
| اللغة الرسمية                                             | لغة فرنسية  | اللغة البورمية   |
| العملة                                                    | فرنك غيني   | كيات ميانماري    |
| الناتج المحلي الإجمالي (بليون دولار)                      | 10.50 مليار | 69.32 مليار      |
| الناتج المحلي الإجمالي (تعادل القوة الشرائية) بليون دولار | 15.24 مليار | 282.95 مليار     |
| الناتج المحلي الإجمالي الاسمي للفرد دولار أمريكي          | 531         | 1.16 ألف         |
| الناتج المحلي الإجمالي للفرد دولار أمريكي                 | 1.22 ألف    |                  |
| مؤشر التنمية البشرية                                      | 0.411       | 0.536            |
| رمز المكالمات الدولي                                      | +224        | +95              |
| رمز الإنترنت                                              | .gn         | .mm              |
| المنطقة الزمنية                                           | 00          | ت ع م+06:30      |

## منظمات دولية مشتركة
يشترك البلدان في عضوية مجموعة من المنظمات الدولية، منها:
| علم المنظمة | اسم المنظمة                        | تاريخ انضمام غينيا | تاريخ انضمام ميانمار |
| ----------- | ---------------------------------- | ------------------ | -------------------- |
|             | مؤسسة التنمية الدولية              | 26 سبتمبر 1969     | 5 نوفمبر 1962        |
|             | يونسكو                             | 2 فبراير 1960      | 27 يونيو 1949        |
|             | مؤسسة التمويل الدولية              | 22 أكتوبر 1982     | 3 ديسمبر 1956        |
|             | منظمة حظر الأسلحة الكيميائية       | ?                  | ?                    |
|             | الأمم المتحدة                      | 12 ديسمبر 1958     | 19 أبريل 1948        |
|             | منظمة الشرطة الجنائية الدولية      | ?                  | ?                    |
|             | البنك الدولي للإنشاء والتعمير      | 28 سبتمبر 1963     | 3 يناير 1952         |
|             | الاتحاد البريدي العالمي            | ?                  | ?                    |
|             | وكالة ضمان الاستثمار متعدد الأطراف | 5 أكتوبر 1995      | 16 ديسمبر 2013       |
|             | منظمة التجارة العالمية             | 25 أكتوبر 1995     | ?                    |

## وصلات خارجية
- موقع وزارة الخارجية الميانمارية